# Sting in the Tail
Sting in the Tail je sedmnácté studiové album německé heavymetalové kapely Scorpions. V Evropě vyšlo 19. března 2010 (14. března v Řecku) a v Severní Americe 23. března 2010 a je to pravděpodobně jejich poslední album před odchodem.
Album obsahuje duet nazpívaný z finskou symphonic metalovou zpěvačkou Tarjou Turunen "The Good Die Young"
Během prvního týdne se album umístilo na 23. místě v Billboard 200 s 18 500 prodaných kopií ve Soojených státech. V Německu se album umístilo na 2. místě, ale druhý týden pokleslo na 3. místo. Ve Francii se umístilo na 16. místě a v Řecku na 1. Album se také umístilo na 2 místě v Billboard Rock Charts

## Seznam skladeb
| Pořadí         | Název                   | Hudba                                | Text                                         | Délka |
| -------------- | ----------------------- | ------------------------------------ | -------------------------------------------- | ----- |
| 1.             | Raised on Rock          | Mikael Nord Andersson, Martin Hansen | Hansen, Klaus Meine                          | 3:58  |
| 2.             | Sting in the Tail       | Meine, Rudolf Schenker               | Meine                                        | 3:13  |
| 3.             | Slave Me                | Schenker                             | Meine, Matthias Jabs, Eric Bazilian          | 2:45  |
| 4.             | The Good Die Young      | Schenker, Christian Kolonovits       | Meine                                        | 5:14  |
| 5.             | No Limit                | Meine, Schenker, Bazilian            | Meine, Schenker, Bazilian                    | 3:23  |
| 6.             | Rock Zone               | Meine, Andersson, Hansen             | Meine                                        | 3:18  |
| 7.             | Lorelei                 | Schenker, Thomander, Anders Wikström | Meine, Bazilian, Fredrik Thomander, Wikström | 4:33  |
| 8.             | Turn You On             | Schenker, Andersson, Hansen          | Meine                                        | 4:23  |
| 9.             | Let's Rock!             | Meine, Schenker, Bazilian            | Meine, Bazilian                              | 3:20  |
| 10.            | SLY                     | Meine, Schenker                      | Meine                                        | 5:17  |
| 11.            | Spirit of Rock          | Schenker, Bazilian                   | Meine, Schenker, Bazilian                    | 3:43  |
| 12.            | The Best Is Yet to Come | Bazilian, Thomander, Wikström        | Schenker, Bazilian, Thomander, Wikström      | 4:33  |
| Celková délka: | Celková délka:          | Celková délka:                       | Celková délka:                               | 47:20 |

## Obsazení
- Klaus Meine: zpěv
- Matthias Jabs: hlavní kytara, doprovodný zpěv
- Rudolf Schenker: rytmická kytara, doprovodný zpěv
- Paweł Mąciwoda: baskytara, doprovodný zpěv
- James Kottak: bicí, perkuse
- Tarja Turunen: doprovodný zpěv v písni "The Good Die Young"